# 门多塔 (加利福尼亚州)
门多塔（英語：Mendota），是美国加利福尼亚州弗雷斯诺县下属的一座城市。建市于1942年6月17日，面积大约为3.28平方英里（8.5平方公里）。根据2010年美国人口普查，该市有人口11,014人。